# Hans Ruijssenaars
H.J.M. (Hans) Ruijssenaars (Amersfoort, 27 mei 1944) is een Nederlands architect uit Baarn.
Ruijssenaars is opgeleid aan de TH Delft (bouwkunde, tot 1969) en de Universiteit van Pennsylvania in Philadelphia (1969-1971).
In 1971 keerde hij terug naar Nederland als lid van een architectengroep. Van 1989 tot 2006 was hij in deeltijd hoogleraar Architectonisch Ontwerpen aan de Technische Universiteit Eindhoven. In 1995 won hij de Nationale Renovatie Prijs van het Ministerie van Economische Zaken in Den Haag. Tussen 1995 en 2000 was hij hoofdarchitect van het Rijksmuseum. In 2003 werd Ruijssenaars (gedeeltelijk) stadsbouwmeester van Hilversum. Hij zou dat tot 2008 blijven.

## Gebouwen
Enkele door Ruijssenaars ontworpen gebouwen: 
- Bibliotheek Apeldoorn (1984)
- Holland Casino Amsterdam, verbouwing van het Lido (1991)
- Winkelcentrum Magna Plaza, verbouwing van voormalig Hoofdpostkantoor Amsterdam (1992)
- Stadhuis Apeldoorn (1992)
- Stadhuis Schiedam / Theater aan de Schie  (1998)
- Bibliotheek Amstelveen, 2001[3]
- Maagjesbolwerk, Zwolle (2003)
- Kamerlingh Onnes Gebouw, Leiden, verbouwing (2004)
- Museum Hilversum, uitbreiding (2005)

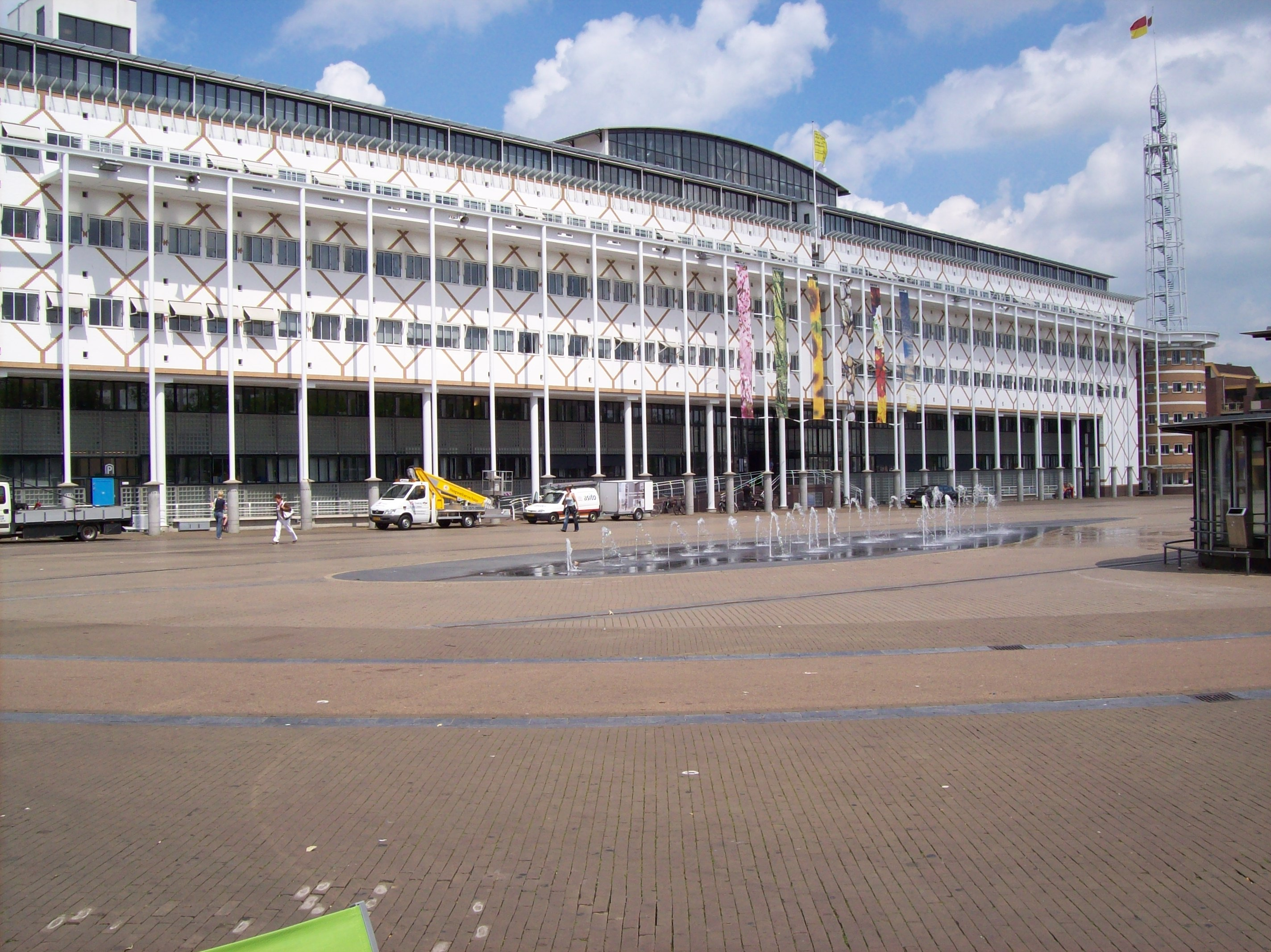
Stadhuis Apeldoorn
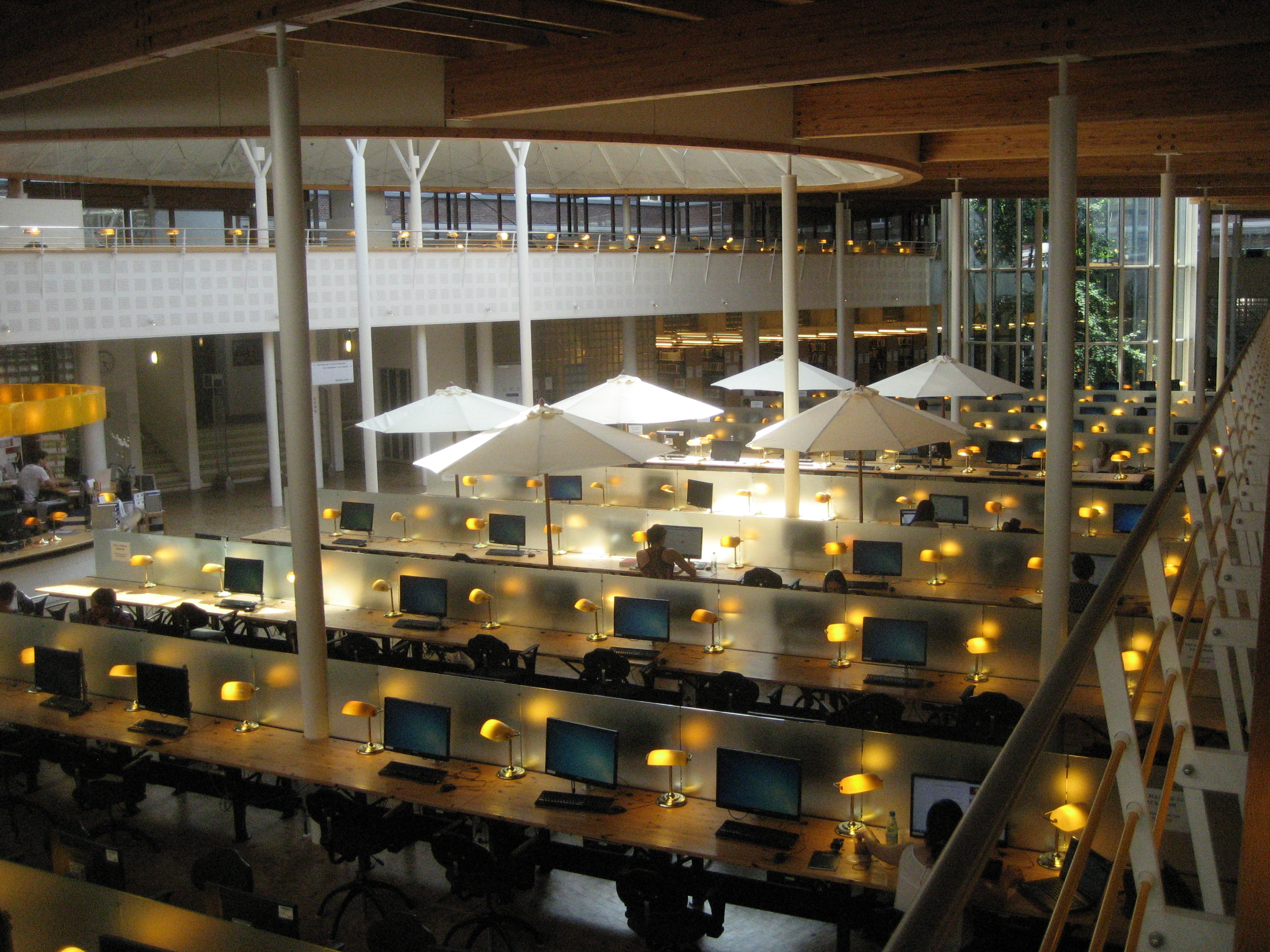
Bibliotheek Kamerlingh Onnes Gebouw, Leiden
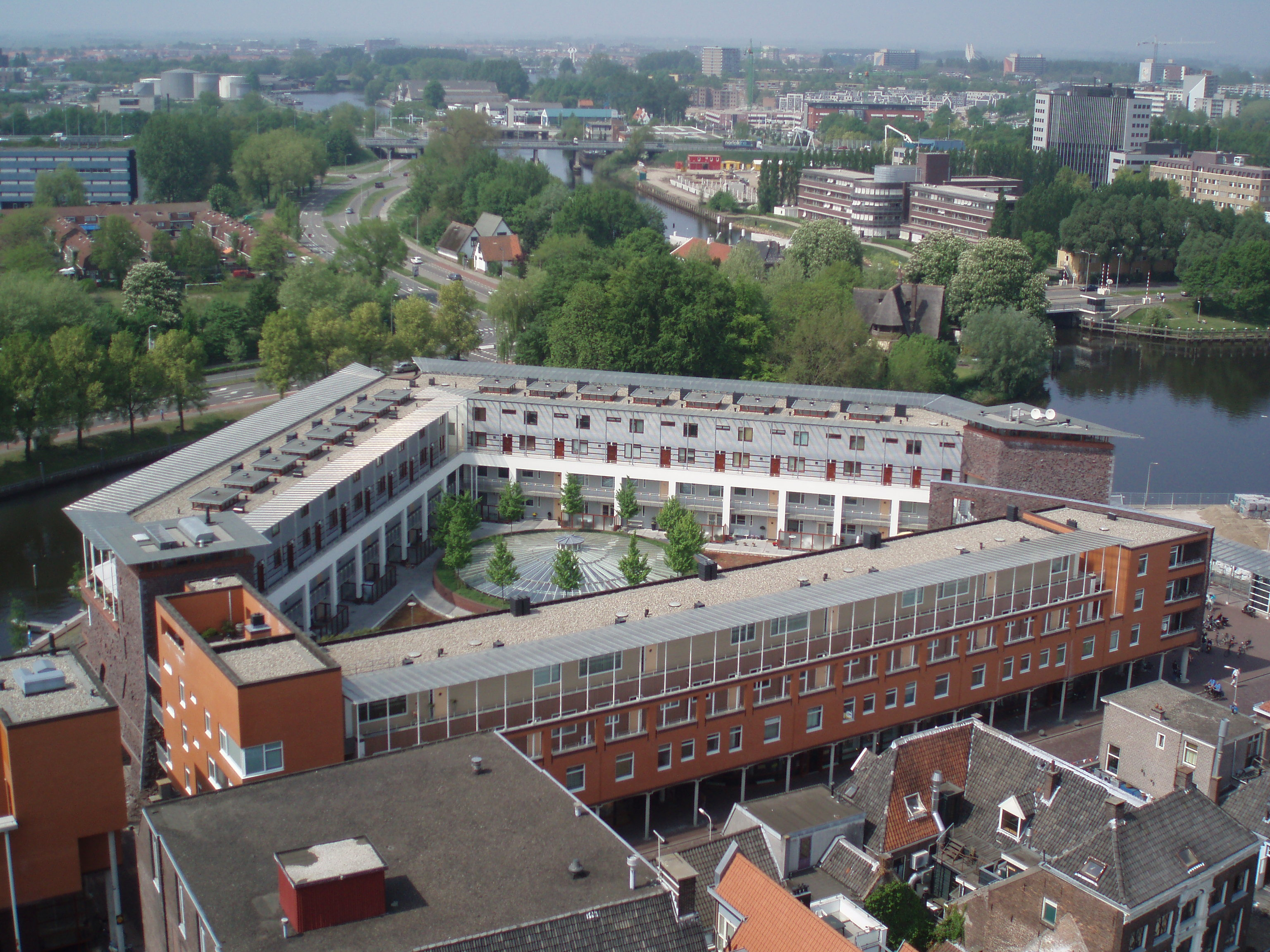
Maagjesbolwerk, Zwolle

- Gemeinsame Normdatei: 174300298
- International Standard Name Identifier: 0000 0000 7890 6145
- Library of Congress Control Number: n95042522
- RKD-Nederlands Instituut voor Kunstgeschiedenis: 98139
- Union List of Artist Names: 500066714
- Virtual International Authority File: 55859035
- WorldCat: E39PBJhxh6dYkp6j3RBrHtRqcP